# Pristidactylus nigroiugulus
Espèce
Statut de conservation UICN

 LC  : Préoccupation mineure
Pristidactylus nigroiugulus est une espèce de sauriens de la famille des Leiosauridae.

## Répartition
Cette espèce est endémique d'Argentine. Elle se rencontre dans les provinces de Chubut et de Río Negro.

## Publication originale
- Cei, Scolaro & Videla, 2001 : The present status of Argentinean polychrotid species of the genus Pristidactylus and description of its southernmost taxon as a new species. Journal of Herpetology vol. 35, no 4, p. 597-605.